# 现任中国共产党副省级市委员会书记列表

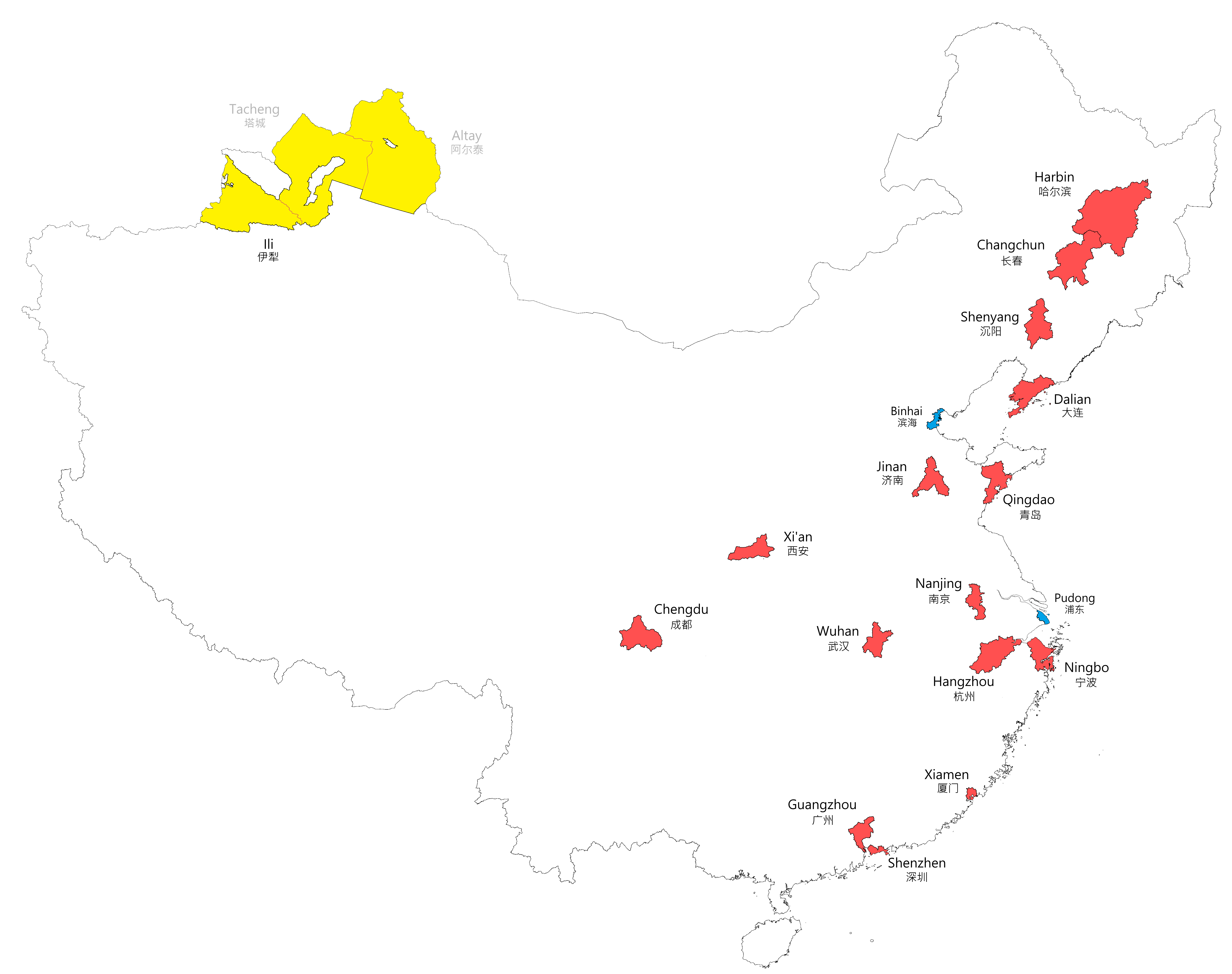
中华人民共和国现有副省级行政区

本列表列出中国共产党各副省级市委员会的现任书记。目前，中国大陆有副省级市建制15个。副省级市是指城市的“行政级别”，不是指城市的“行政区划级别”。副省级城市的市委书记、市人大常委会主任、市长、市政协主席职务属于省部级副职，列入《中共中央管理的干部职务名称表》，其职务任免由省委报中共中央审批。在“行政区划级别”上，副省级市仍然属于地级市。副省级市市委书记是该行政区的“一把手”，原则上担任中共本省省委常委。
现任副省级市市委书记中，任职时间最长的是宁波市委书记彭佳学，自2021年1月18日起，迄今4年6个月；任职时间最短的是沈阳市委书记霍步刚，自2025年5月16日起，迄今78天；由省委副书记兼任的2人，是深圳市委书记孟凡利和大连市委书记熊茂平。列表中显示了空缺开始的时间。
| 属性： 中央委员 中央候补委员 |

## 列表
| 所属省份 | 城市     | 市委书记 | 上任或出缺日期 （任职或悬缺时间） | 出生年月 （年龄）   | 是否为 省委副书记 | 属性 | 信息源      |
| -------- | -------- | -------- | --------------------------------- | ------------------- | ----------------- | ---- | ----------- |
| 辽宁省   | 沈阳市   | 霍步刚   | 2025年5月16日 （78天）            | 1970年8月 （55岁）  |                   |      | [ 1 ]       |
| 辽宁省   | 大连市   | 熊茂平   | 2023年4月29日 （2年95天）         | 1967年2月 （58岁）  | 是                |      | [ 2 ] [ 3 ] |
| 吉林省   | 长春市   | 张恩惠   | 2023年4月28日 （2年96天）         | 1966年12月 （58岁） |                   |      | [ 4 ]       |
| 黑龙江省 | 哈尔滨市 | 于洪涛   | 2024年1月20日 （1年194天）        | 1967年10月 （57岁） |                   |      | [ 5 ]       |
| 江苏省   | 南京市   | 周红波   | 2024年12月1日 （244天）           | 1970年10月 （54岁） |                   |      | [ 6 ]       |
| 浙江省   | 杭州市   | 刘非     | 2025年4月25日 （99天）            | 1969年9月 （55岁）  |                   |      | [ 7 ]       |
| 浙江省   | 宁波市   | 彭佳学   | 2021年1月18日 （4年196天）        | 1965年5月 （60岁）  |                   |      | [ 8 ]       |
| 福建省   | 厦门市   | 崔永辉   | 2021年10月30日 （3年276天）       | 1970年11月 （54岁） |                   |      | [ 9 ]       |
| 山东省   | 济南市   | 刘强     | 2022年3月28日 （3年127天）        | 1971年3月 （54岁）  |                   |      | [ 10 ]      |
| 山东省   | 青岛市   | 曾赞荣   | 2023年12月24日 （1年221天）       | 1969年8月 （56岁）  |                   |      | [ 11 ]      |
| 湖北省   | 武汉市   | 郭元强   | 2021年9月29日 （3年307天）        | 1965年7月 （60岁）  |                   |      | [ 12 ]      |
| 广东省   | 广州市   | 郭永航   | 2023年6月16日 （2年47天）         | 1965年10月 （59岁） |                   |      | [ 13 ]      |
| 广东省   | 深圳市   | 孟凡利   | 2022年4月19日 （3年105天）        | 1965年9月 （59岁）  | 是                |      | [ 14 ]      |
| 四川省   | 成都市   | 曹立军   | 2024年8月30日 （337天）           | 1972年11月 （52岁） |                   |      | [ 15 ]      |
| 陕西省   | 西安市   | 方红卫   | 2021年11月7日 （3年268天）        | 1966年6月 （59岁）  |                   |      | [ 16 ]      |